# Щугор (приток Вишерки)
Щугор — река в России, протекает в Пермском крае. Устье реки находится в 59 км от устья Вишерки по правому берегу. Длина реки составляет 53 км, площадь водосборного бассейна — 323 км².
Протекает в северной части Чердынского района Пермского края. Исток реки находится близ границы с Республикой Коми в холмистой местности. Течёт преимущественно в юго-восточном направлении. Населённых пунктов на берегах реки нет. Впадает в Вишерку у заброшенного посёлка Головной. Ширина реки у устья — около 18 метров.

## Притоки
(указано расстояние от устья)
- 11 км: река Еловая (пр)
- 30 км: река без названия (пр)
- 33 км: река Средний Щугор (лв)
- 40 км: река без названия (пр)
- 42 км: река без названия (пр)

## Данные водного реестра
По данным государственного водного реестра России относится к Камскому бассейновому округу, водохозяйственный участок реки — Кама от водомерного поста у села Бондюг до города Березники, речной подбассейн реки — бассейны притоков Камы до впадения Белой. Речной бассейн реки — Кама.
Код объекта в государственном водном реестре — 10010100212111100006475.